# Château de Bellassise
Le château de Bellassise est un château situé sur la commune de Sainte-Eulalie, en Gironde.

## Historique
Le château est construit au XIXe siècle sur les restes d'une ancienne maison noble datant du XVIe siècle et dépendant de l'abbaye de Bonlieu. La construction est due aux architectes André Bac et Louis Garros, pour le négociant bordelais Paul Maurel.